# Norbornadien
Norbornadien je organická sloučenina, bicyklický uhlovodík; zkoumá se jako ligand v organokovové chemii, jeho komplexy nacházejí využití v homogenní katalýze. Také je předmětem výzkumů pro svou vysokou reaktivitu jako dien, který nemůže být izomerizován (izomery by odporovaly Bredtovu pravidlu). Norbornadien lze také, jako dienofil, zapojit do Dielsových–Alderových reakcí.

## Příprava
Norbornadien se připravuje Dielsovou–Alderovou reakcí cyklopentadienu s acetylenem.

## Reakce
Kvadricyklan, valenční izomer norbornadienu, lze z norbornadienu vytvořit fotochemickou reakcí za přítomnosti fotochemického senzibilizátoru, například acetofenonu:
Kombinace norbornadienu a kvadricyklanu má možné využití při skladování energie ze slunečních elektráren, kde je možné řízeně uvolňovat energii přeměnou kvadricyklanu zpět na norbornadien.
Norbornadien se účastní cykloadicí a také je výchozím materiálem při přípravě diamantanu a sumanenu; rovněž může sloužit k přenosu acetylenu, například při jeho reakci 3,6-di(2-pyridyl)-1,2,4,5-tetrazinu.

### Jako ligand
Norbornadien je široce využitelným ligandem, jenž může být donorem dvou nebo čtyř elektronů. Norbornadienový analog dimeru cyklooktadienrhodiumchloridu se používá jako homogenní katalyzátor. Tetrakarbonyl (norbornadien)molybdenu slouží jako zdroj Mo(CO)4, k čemuž se využívá nestabilita dienového ligandu.
Byly také popsány chirální C2-symetrické dieny odvozené od norbornadienu. Jako příklad lze uvést tetrakarbonyl (norbornadien)chromu, používaný jako zdroj tetrakarbonylu chromu, například pro reakce s fosfinovými ligandy.